# NBA All-Star Game 1974
L'NBA All-Star Game 1974, svoltosi a Seattle, vide la vittoria finale della Western Conference sulla Eastern Conference per 134 a 123.
Bob Lanier, dei Detroit Pistons, fu nominato MVP della partita.

## Squadre

### Western Conference
| Western Conference  |                        |     |     |     |     |     |     |     |     |
| Giocatore           | Squadra                | MIN | FGM | FGA | FTM | FTA | RIM | AST | PT  |
| Rick Barry          | Golden State Warriors  | 19  | 3   | 6   | 2   | 2   | 4   | 3   | 8   |
| Chet Walker         | Chicago Bulls          | 14  | 4   | 5   | 4   | 4   | 2   | 1   | 12  |
| Kareem Abdul-Jabbar | Milwaukee Bucks        | 23  | 7   | 11  | 0   | 0   | 8   | 6   | 14  |
| Gail Goodrich       | Los Angeles Lakers     | 26  | 9   | 16  | 0   | 0   | 4   | 6   | 18  |
| Geoff Petrie        | Portland Trail Blazers | 26  | 3   | 11  | 2   | 2   | 2   | 4   | 8   |
| Sidney Wicks        | Portland Trail Blazers | 24  | 5   | 6   | 6   | 10  | 1   | 1   | 16  |
| Charlie Scott       | Phoenix Suns           | 19  | 0   | 4   | 2   | 2   | 1   | 4   | 2   |
| Bob Lanier          | Detroit Pistons        | 26  | 11  | 15  | 2   | 2   | 10  | 2   | 24  |
| Spencer Haywood     | Seattle SuperSonics    | 33  | 10  | 17  | 3   | 3   | 11  | 5   | 23  |
| Dave Bing           | Detroit Pistons        | 16  | 2   | 9   | 1   | 1   | 6   | 2   | 5   |
| Norm Van Lier       | Chicago Bulls          | 9   | 0   | 0   | 0   | 0   | 1   | 2   | 0   |
| Nate Thurmond       | Golden State Warriors  | 5   | 2   | 4   | 0   | 1   | 3   | 0   | 4   |
| Totale              |                        | 240 | 56  | 104 | 22  | 27  | 53  | 36  | 134 |
| All. Larry Costello | Milwaukee Bucks        |     |     |     |     |     |     |     |     |

MIN: minuti. FGM: tiri dal campo riusciti. FGA: tiri dal campo tentati. FTM: tiri liberi riusciti. FTA: tiri liberi tentati. RIM: rimbalzi. AST: assist. PT: punti

### Eastern Conference
| Eastern Conference |                     |     |     |     |     |     |     |     |     |
| Giocatore          | Squadra             | MIN | FGM | FGA | FTM | FTA | RIM | AST | PT  |
| John Havlicek      | Boston Celtics      | 18  | 5   | 10  | 0   | 2   | 0   | 2   | 10  |
| Lou Hudson         | Atlanta Hawks       | 17  | 5   | 8   | 2   | 2   | 3   | 1   | 12  |
| Dave Cowens        | Boston Celtics      | 26  | 5   | 10  | 1   | 3   | 12  | 1   | 11  |
| Walt Frazier       | New York Knicks     | 28  | 5   | 12  | 2   | 2   | 2   | 5   | 12  |
| Pete Maravich      | Atlanta Hawks       | 22  | 4   | 15  | 7   | 9   | 3   | 4   | 15  |
| Elvin Hayes        | Capital Bullets     | 35  | 5   | 13  | 2   | 3   | 15  | 6   | 12  |
| Bob McAdoo         | Buffalo Braves      | 13  | 3   | 4   | 5   | 8   | 3   | 1   | 11  |
| Jo Jo White        | Boston Celtics      | 22  | 6   | 12  | 1   | 3   | 6   | 4   | 13  |
| Dave DeBusschere   | New York Knicks     | 24  | 8   | 14  | 0   | 0   | 3   | 3   | 16  |
| Phil Chenier       | Capital Bullets     | 13  | 3   | 6   | 1   | 2   | 2   | 1   | 7   |
| Rudy Tomjanovich   | Houston Rockets     | 17  | 2   | 5   | 0   | 0   | 5   | 0   | 4   |
| Austin Carr        | Cleveland Cavaliers | 5   | 0   | 4   | 0   | 0   | 1   | 0   | 0   |
| Totale             |                     | 240 | 51  | 113 | 21  | 34  | 55  | 28  | 123 |
| All. Tom Heinsohn  | Boston Celtics      |     |     |     |     |     |     |     |     |

MIN: minuti. FGM: tiri dal campo riusciti. FGA: tiri dal campo tentati. FTM: tiri liberi riusciti. FTA: tiri liberi tentati. RIM: rimbalzi. AST: assist. PT: punti